# Kasztelanka (Bydgoszcz)
Kasztelanka – jedno z wielu osiedli w Fordonie – największej dzielnicy w Bydgoszczy. Mieści się między osiedlami: Nad Wisłą, Stary Fordon i Bajka.

## Nazwa i ulice
Swoją oryginalną nazwę zawdzięcza nazwom kilku głównych ulic, tworzących kompleks osiedla.
Do najważniejszych ulic Kasztelanki należą:
- ul. Wyzwolenia (część)
- ul. Wolna
- ul. Osiedlowa
- ul. Samotna
- ul. Piastowa
- ul. Kasztelańska
- ul. Władysława Warneńczyka
- ul. Swobodna (część)

## Historia
Osiedle Kasztelanka jest jednym z najstarszych w Fordonie. Zaczęto je budować pod koniec lat 80. XX w. (w ostatnich latach komunizmu), jako pierwsze z osiedli tzw. Nowego Fordonu.

## Obiekty
Jednym z ważniejszych obiektów osiedla uznaje się wybudowane w roku 2002 oświetlone, ogrodzone boisko do piłki nożnej i koszykówki ze sztuczną trawą.